# 美正貫一郎
美正 貫一郎（みしょう かんいちろう、1844年（天保15年1月） - 1868年9月13日（慶応4年7月27日））は、江戸時代後期の土佐藩士。迅衝隊一番司令。断金隊隊長。美正建臣とも表記される。

## 来歴

### 生い立ち
土佐藩医師・下村惇斎の二男として高知城下南奉公人町に生まれる。男気があり智にして鋭敏な人であったという。
1866年（慶応2年）、高知城下南奉行町の土佐藩士（徒士格）美正家の養子となり同家を嗣いだ。諱は「建臣」

### 迅衝隊編成以降
1868年（慶応4年）1月、賊軍討滅のため、伏見の合戦に参戦し、京都での土佐藩迅衝隊の編成に際して、一番司令に任ぜられる。
3月7日（2月14日）、官軍迅衝隊の一番司令として戊辰戦争を戦い抜くため京都を出発し東征の途につく。
3月28日（3月5日）、迅衝隊が甲府城を無事に保護するや、「浪士掛探索役」を仰せ付けられる。

### 断金隊編成以降
1868年（慶応4年）3月、甲州の旧武田家臣の子孫らが、同じ旧武田家臣の子孫である板垣退助の徳を慕って名乗り出るや、これを聚めて遊撃隊を組織し、5月1日（4月9日）、江戸に転じて後、この部隊（総勢約150人）を断金隊と名付けてその隊長に任ぜられた。
1868年6月11日（閏4月21日）、日光の今市で合戦し、転じて北上する。
当時、三春藩は奥羽列藩同盟に加っていたが藩論は二分しており、三春藩の実力者である河野卯右衛門や、河野広中（信次郎）らは、密かに使者を仕立て官軍総督の板垣退助らと会い藩の帰順を申し出ていた。貫一郎は、三春城の無血開城に尽力して、三春藩は、7月26日に同盟を離脱し、これによって三春藩は賊軍の汚名を蒙ることが防がれ、さらには三春が戦火に晒されることも避けられて多くの人命が救われた。開城の後、三春藩は貫一郎の功を慕い滞留を求めたが、貫一郎はこれを固辞して賊敵の籠もる二本松城攻略のため高木（福島県本宮市）へ向かう。
1868年9月13日（慶応4年7月27日）、増水した阿武隈川を渡る際に、鉢巻を巻いた頭に日章旗を立て濁流に飛び込み溺死。享年25。

### 戦歿後
美正の討死後は、尾崎彦四郎行正（尾崎行雄の父）が断金隊の隊長となりさらに転戦を繰り広げた。
美正の墓は誓伝寺薬師堂（所在地 福島県本宮市本宮上町155）にあり、また高知の美正家歴代墓所にも墓が建立された。霊は靖国神社ならびに高知縣護國神社に奉祀された。また、徳を讃えて「美正貫一郎頌徳碑」が三春城内に建てられ、さらにその功を偲び、神社が創建されたが、のち荒廃して取り壊され、代わりに1984年（昭和59年）12月、「美正貫一郎建臣之碑」が建立された。

## 肖像写真
美正貫一郎の肖像を写したガラス写真は、美正の遺族・川口滋代より誓伝寺に寄贈された。その肖像は美正の人徳を偲ぶ人々によって模写されることが度々あったと伝えられている。